# Cass County, Indiana
Cass County är ett county i delstaten Indiana, USA. År 2010 hade countyt 38 966 invånare. Den administrativa huvudorten (county seat) är Logansport.

## Geografi
Enligt United States Census Bureau har countyt en total area på 1 075 km². 1 070 km² av den arean är land och 5 km² är vatten.

### Angränsande countyn
- Fulton County - nord
- Miami County - öst
- Howard County - syd
- Carroll County - sydväst
- White County - väst
- Pulaski County - nordväst

### Orter
- Galveston
- Logansport (huvudort)
- Onward
- Royal Center
- Walton